# Masterboy
Masterboy ist eine deutsche Eurodance-Band, die 1989 gegründet wurde. Die Band konnte zahlreiche Chartplatzierungen in verschiedenen Ländern verbuchen.

## Geschichte
Masterboy wurde 1989 von den Baden-Württembergern Enrico Zabler (* 1959) und Thomas Jürgen Schleh (* 1964, heute unter dem Künstlernamen Klubbingman bekannt) gegründet. Mendy Lee war die erste Sängerin, ab dem zweiten Album war Trixi Delgado die Lead-Stimme.
Den europaweiten Durchbruch schaffte Masterboy 1994 mit Feel the Heat of the Night, der einzigen Top-10-Platzierung der Formation in Deutschland. Es folgten Hits wie Is This the Love oder Land of Dreaming. Insbesondere in Frankreich hatte Masterboy Erfolg. Von 1996 bis 1998 war Linda Rocco die Sängerin, deren größter Hit Mister Feeling war. Es folgte Annabell Kay, mit ihr konnte die Gruppe noch einmal mittlere Charterfolge erreichen, wie bei dem Coversong Porque te vas von 1999.

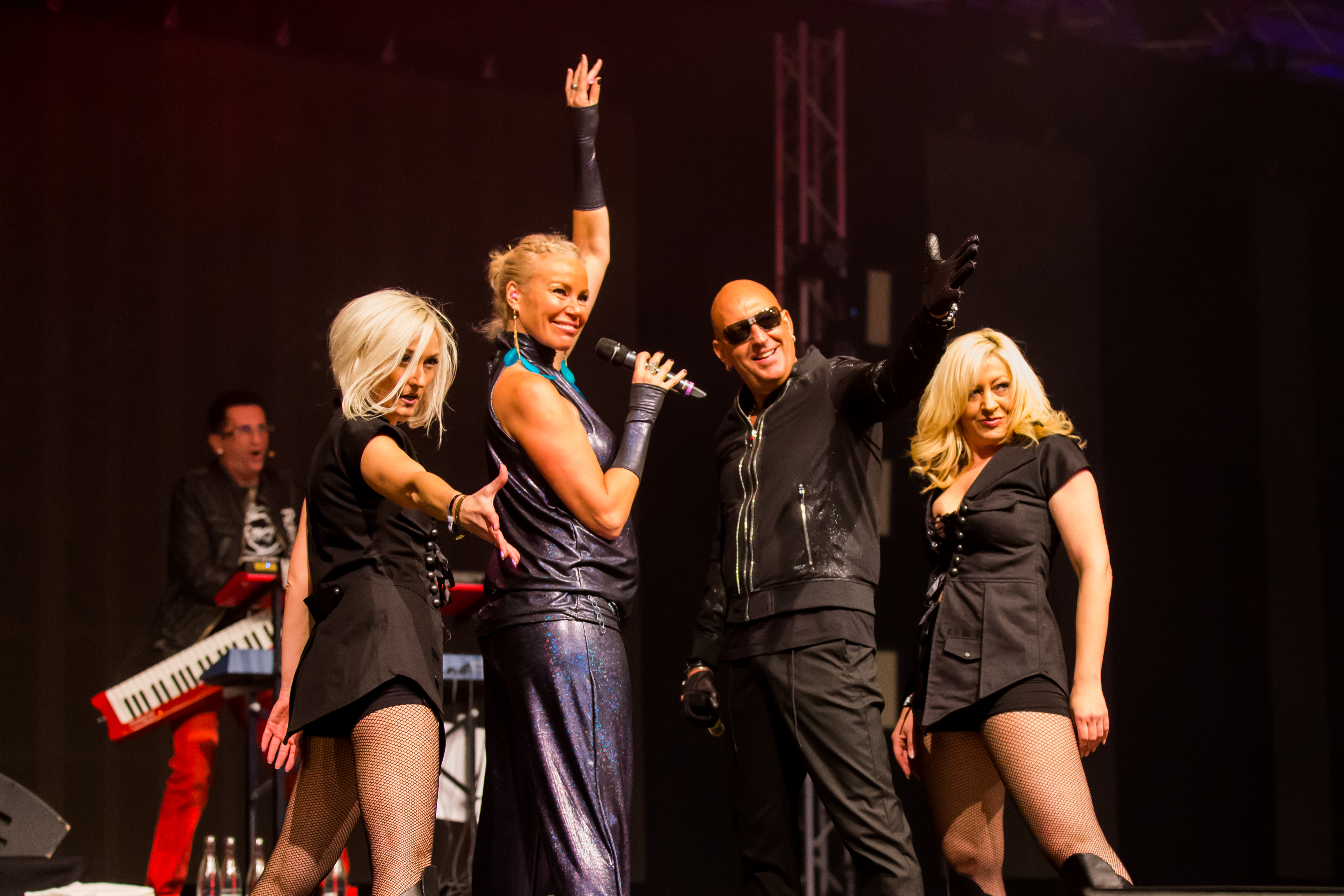
Masterboy in Mannheim bei Sunshine live „Die 90er – Live on Stage“ (2014)

2003 wurde mit der zurückgekehrten Sängerin Trixi Delgado der Song Feel the Heat of the Night in einer neuen Fassung veröffentlicht – mittlerweile das dritte Mal nach der 2000er Version mit Annabell Kay.
Zwischen 2005 und 2009 gab es mehrere Klubbingman-Produktionen mit Trixi Delgado. 2011 erschien als Download Dance to the Beat 2k11 von Tommy & Tibby feat. Masterboy, ein Remix des ersten Hits von Masterboy in zehn Versionen.
Am 16. November 2013 fand die erste gemeinsame Live-Show seit 1996 statt. Anlässlich der ersten Sunshine live „Die 90er – Live on Stage“ spielte Masterboy ihre größten Hits. Es folgten weitere weltweite Auftritte. Mit Are You Ready erschien 2018 ein neuer Titel.

## Diskografie
Studioalben

| Jahr | Titel Musiklabel                         | Höchstplatzierung, Gesamtwochen, AuszeichnungChartplatzierungen (Jahr, Titel, Musiklabel, Platzierungen, Wochen, Auszeichnungen, Anmerkungen) | Höchstplatzierung, Gesamtwochen, AuszeichnungChartplatzierungen (Jahr, Titel, Musiklabel, Platzierungen, Wochen, Auszeichnungen, Anmerkungen) | Höchstplatzierung, Gesamtwochen, AuszeichnungChartplatzierungen (Jahr, Titel, Musiklabel, Platzierungen, Wochen, Auszeichnungen, Anmerkungen) | Höchstplatzierung, Gesamtwochen, AuszeichnungChartplatzierungen (Jahr, Titel, Musiklabel, Platzierungen, Wochen, Auszeichnungen, Anmerkungen) | Anmerkungen                                                              |
| Jahr | Titel Musiklabel                         | DE | AT | CH | UK | Anmerkungen                                                              |
| ---- | ---------------------------------------- | --- | --- | --- | --- | ------------------------------------------------------------------------ |
| 1991 | The Masterboy Family Polydor (PolyGram)  | — | — | — | — | Erstveröffentlichung: 19. September 1991                                 |
| 1993 | Feeling Alright Polydor                  | — | — | — | — | Erstveröffentlichung: 16. Juli 1993                                      |
| 1994 | Different Dreams Polydor                 | DE19 (11 Wo.)DE | — | CH23 (6 Wo.)CH | — | Erstveröffentlichung: 15. August 1994                                    |
| 1995 | Generation of Love – The Album Club Zone | DE37 (12 Wo.)DE | — | CH29 (3 Wo.)CH | — | Erstveröffentlichung: 30. Oktober 1995                                   |
| 1996 | Colours Club Zone                        | DE32 (4 Wo.)DE | — | CH39 (3 Wo.)CH | — | Erstveröffentlichung: 28. Oktober 1996                                   |
| 2006 | US-Album Klubbstyle                      | — | — | — | — | Erstveröffentlichung: 13. März 2006 feat. Freedom Williams & Linda Rocco |

## Auszeichnungen
- 1997: RSH-Gold in der Kategorie „Dance Act des Jahres“[2]